# Schizogaster basilewskyi
Schizogaster basilewskyi är en skalbaggsart som först beskrevs av Duffy 1954.  Schizogaster basilewskyi ingår i släktet Schizogaster och familjen långhorningar. Inga underarter finns listade i Catalogue of Life.